# Skipton
Skipton is een civil parish in het bestuurlijke gebied Craven, in het Engelse graafschap North Yorkshire. De plaats telt 14.623 inwoners. De naam Skipton is afgeleid van het Saksische woord voor schaap aangezien de stad een echte handelsplaats van schapen en wol, was. Na de inval van de Noormannen die er een kasteel bouwden, werd het gezag van Skipton overgedragen aan Robert Romill. De belangrijkste familie van Skipton was echter het geslacht Clifford, dat van 1310 tot 1678 eigenaar van Skipton Castle was. 
Tijdens de Rozenoorlog stond Skipton aan de zijde van het Huis Lancaster.

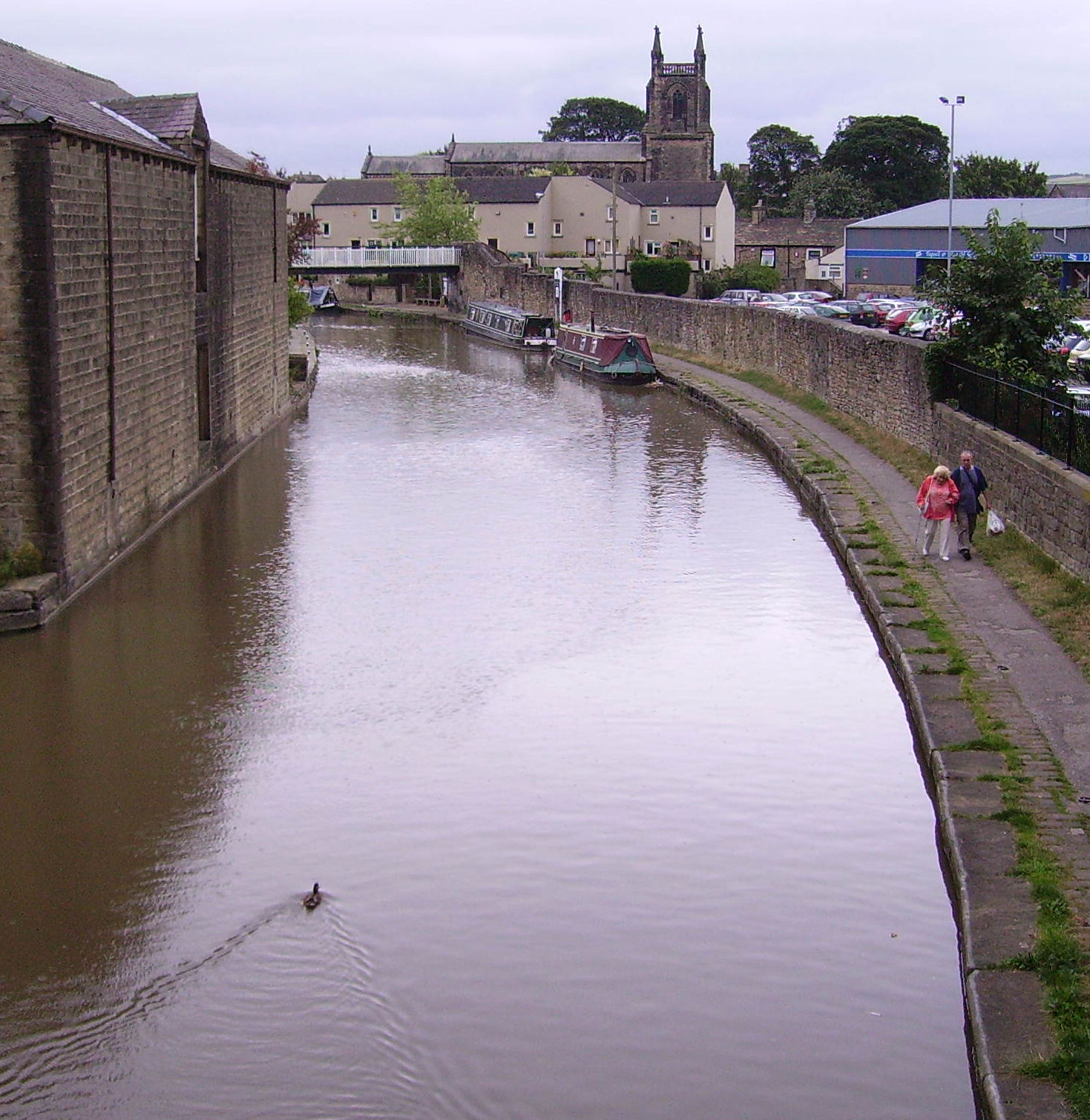
Kanaal door Skipton
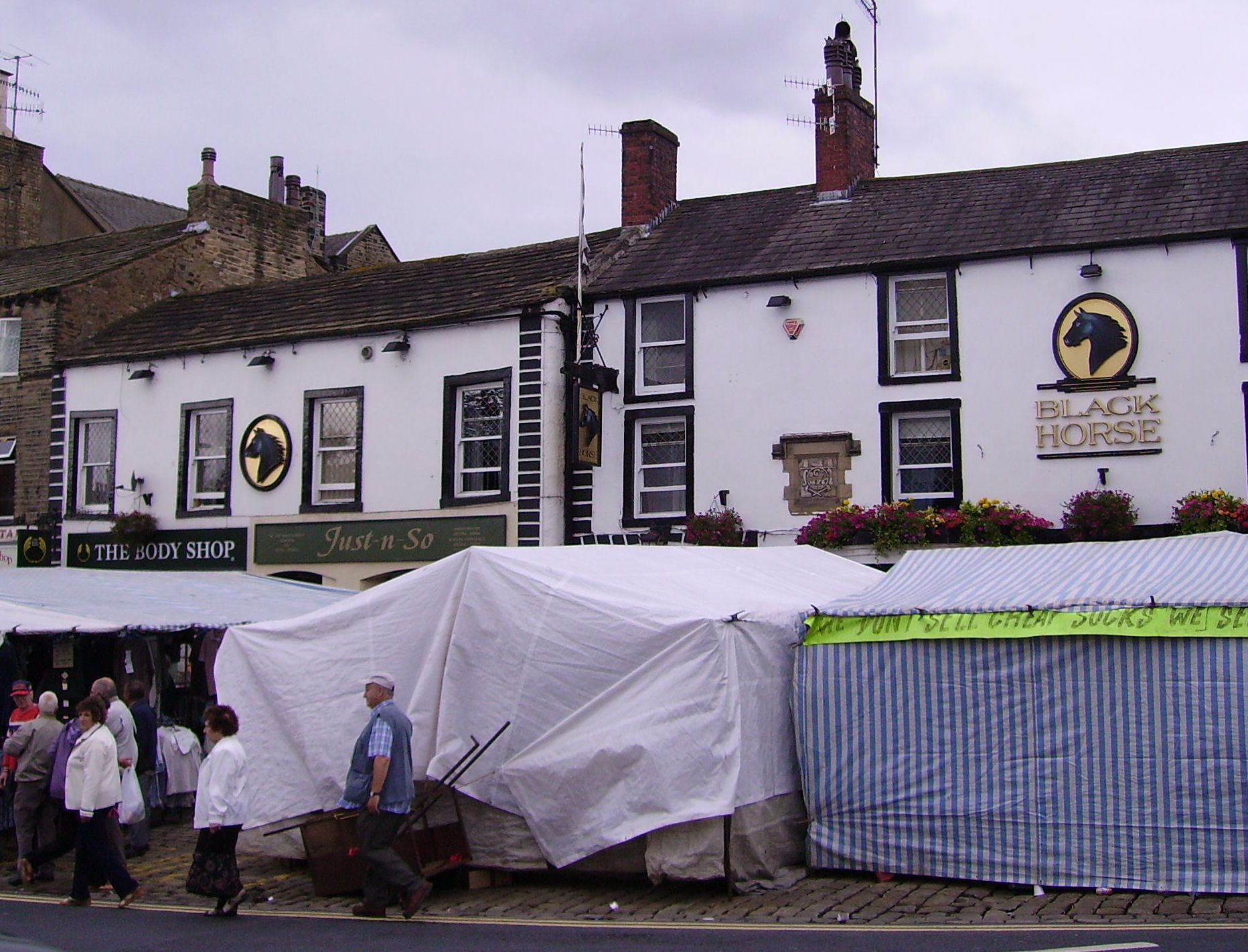
Markt in Skipton
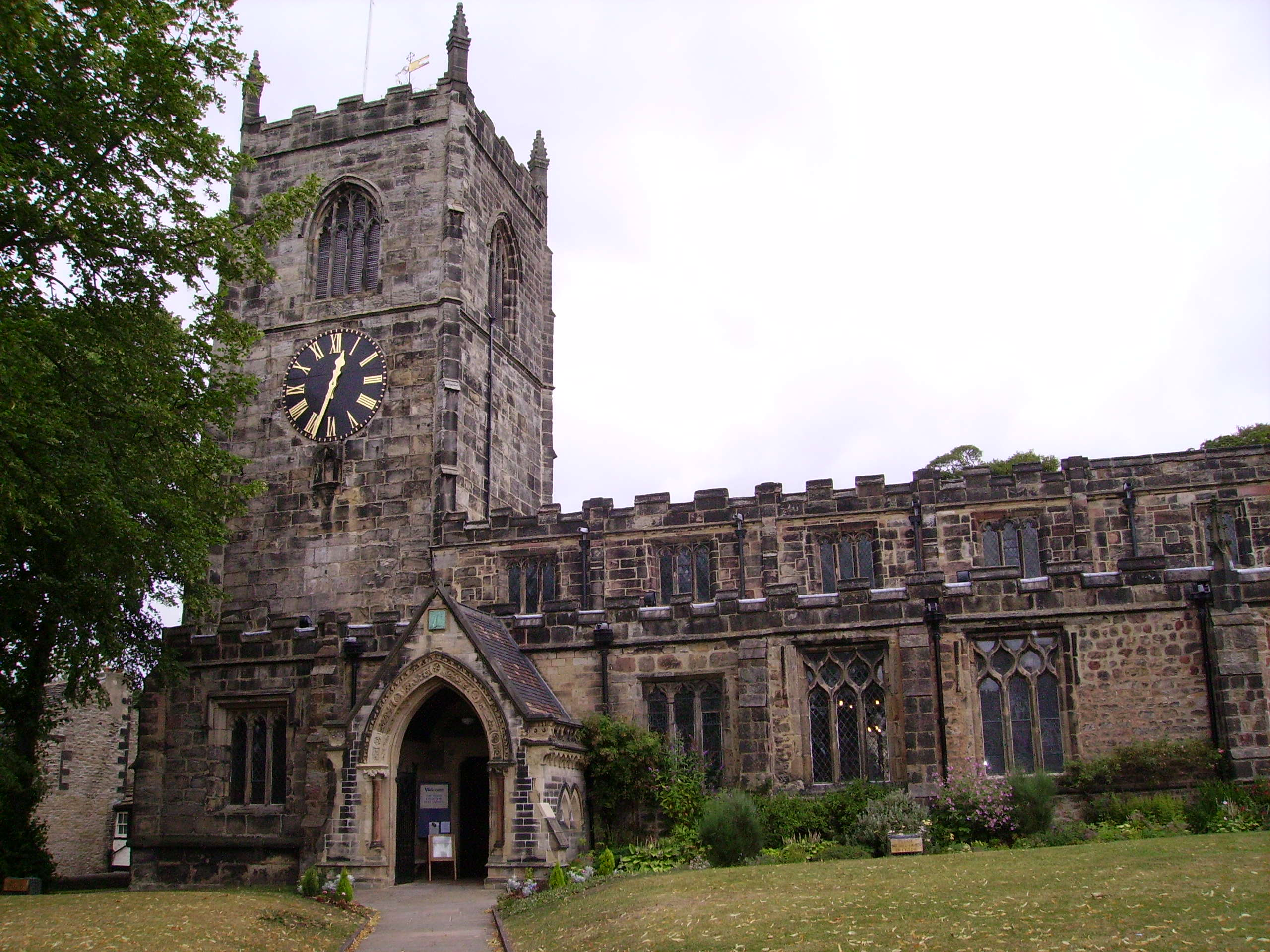
Kerk van Skipton
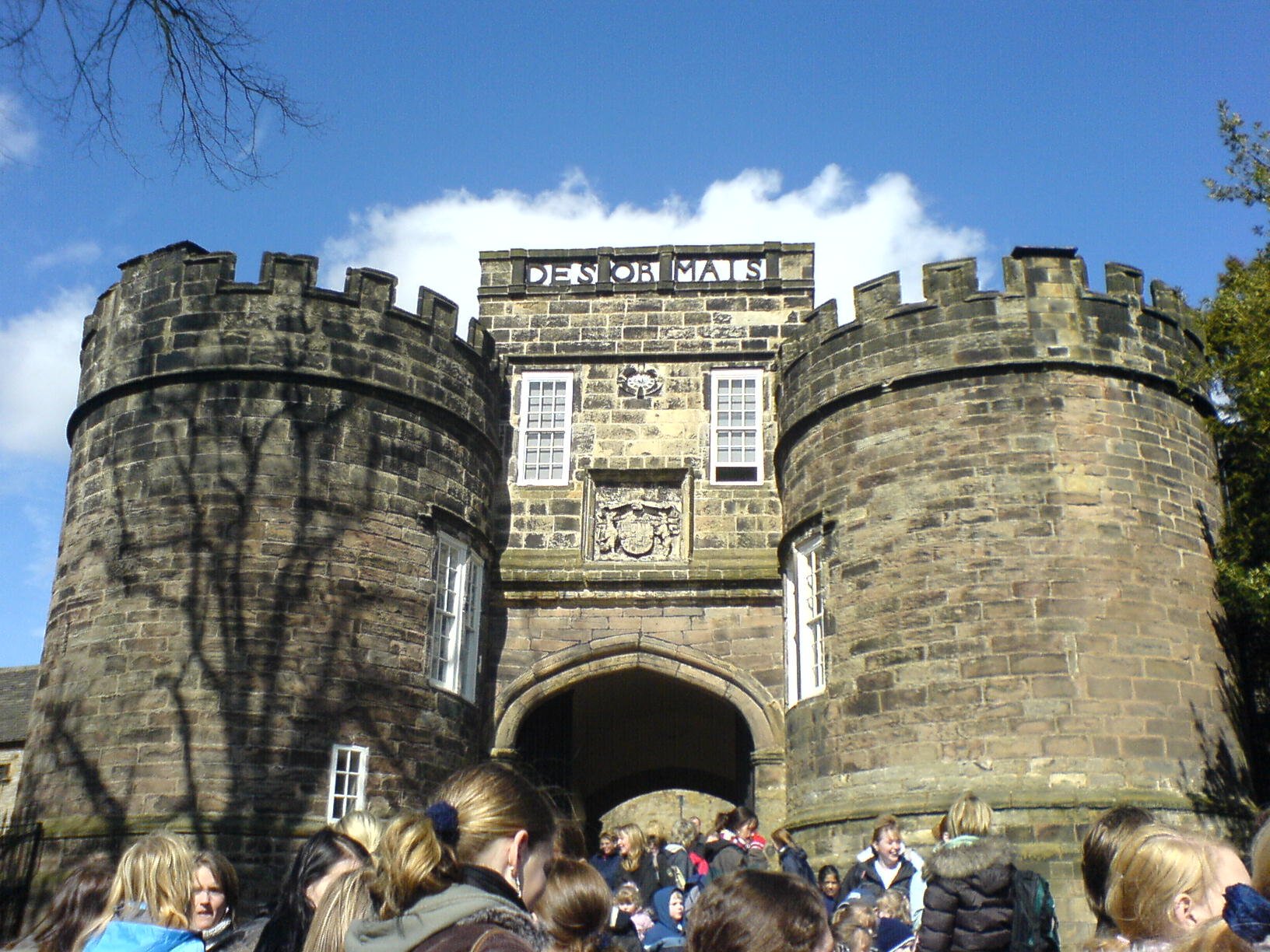
Skipton Castle

## Geboren
- Dave Hill (1945), acteur
- Cat Ferguson (2006), wielrenster

## Partnersteden
Skipton heeft een stedenband met:
- Erquinghem-Lys (Frankrijk)
- Simbach am Inn (Duitsland)